# Премія БАФТА у кіно
Премія БАФТА у кіно (англ. British Academy Film Awards - BAFTA Film Awards) — щорічна нагорода, яку присуджує Британська академія телебачення та кіномистецтва. Це британський аналог Оскара. З 2008 року церемонія нагородження проходить у Королівському театрі Ковент-Гарден.

## Історія
Британська академія телебачення та кіномистецтва була заснована як Британська академія кіно у 1947 році Девідом Ліном, Александром Кордою, Керолом Рідом, Чарльзом Лотоном, Роджером Манвелом та іншими. 1958 року організація об'єдналася із Гільдією телевізійних продюсерів та режисерів, і була утворена нова організація — Товариство кіно і телебачення, яка у 1976 році отримала свою сучасну назву.
Головною метою БАФТА визначається «підтримка, розвиток та просування мистецтво рухомого зображення шляхом визнання та нагородження особливих здобутків у цій галузі». Крім вручення нагород, БАФТА також проводить ряд майстер-класів та освітніх програм, під час яких відбувається знімання аматорських фільмів. Членами організації є понад 6000 представників індустрій кіно, телебачення та відеоігор.
Нагорода Академії має вигляд театральної маски. Її дизайн у 1955 році розробив американський скульптор Мітці Канліфф.

## Церемонія нагородження

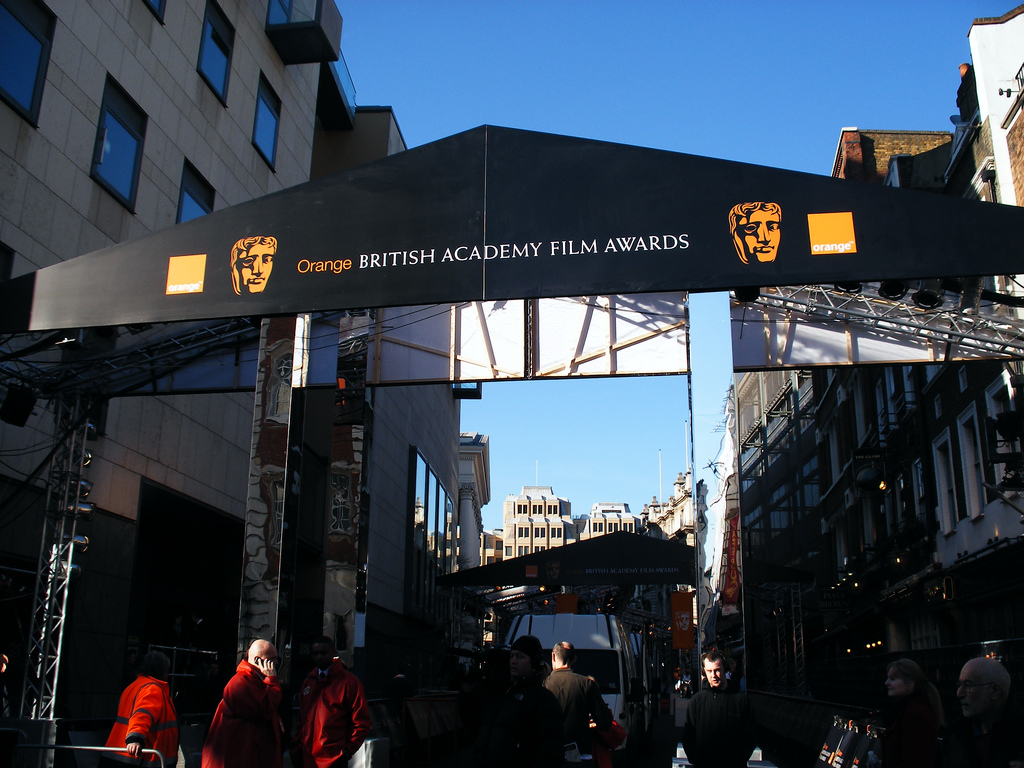
Місце проведення 62-ї церемонії вручення.

Раніше церемонія вручення премії відбувалася у квітні або травні, але з 2002 року її перенесли на лютий, щоб вона передувала церемонії вручення Оскару. Нагорода відкрита для представників будь-якої країни, але існують номінації, які вручаються тільки британцям: Визначний британський внесок в кіно, Найкращий дебют, Короткометражний фільм, Короткометражний анімаційний фільм.
Церемонія нагородження транслюється Британським телебаченням. Зазвичай — каналом BBC One наступного дня після її проведення.

### Місце проведення
Наразі церемонія проходить у Королівському театрі Ковент-Гарден. З 2000 до 2008 року церемонія відбувалася у кінотеатрі Одеон, що знаходиться на площі Лестер.

### Спонсори
До 2012 року спонсором вручення нагород була мобільна мережа Orange. З 2013 року спонсором виступатиме компанія-власник мереж Orange і T-Mobile, EE.

## Нагороди БАФТА у кіно
Фільми
- Премія БАФТА за найкращий фільм (з 1949)
- Премія БАФТА за найкращий британський фільм (1949—1967; 1993 — понині)
- Премія БАФТА за найкращий неангломовний фільм (з 1983)
- Премія БАФТА за найкращий короткометражний фільм (з 1980)
- Премія БАФТА за найкращий анімаційний фільм (з 2006)
- Премія БАФТА за найкращий документальний фільм (1948—1989, 2012 — понині)

Особи
| - Премія БАФТА за найкращу чоловічу роль (кіно) (з 1968) - Премія БАФТА за найкращу жіночу роль (кіно) (з 1968) - Премія БАФТА за найкращу режисерську роботу (з 1969) - Премія БАФТА за найкращу чоловічу роль другого плану (кіно) (з 1969) - Премія БАФТА за найкращу жіночу роль другого плану (кіно) (з 1969) - Премія БАФТА за найкращу операторську роботу (з 1969) - Премія БАФТА за найкращий звук (з 1969) - Премія БАФТА за найкращу музику до фільму (з 1969) | - Премія БАФТА за найкращу роботу художника-постановника (з 1969) - Премія БАФТА за найкращий дизайн костюмів (з 1969) - Премія БАФТА за найкращий монтаж (з 1978) - Премія БАФТА за найкращий дебют сценариста, режисера або продюсера (з 1998) - Премія БАФТА за найкращі візуальні ефекти (з 1983) - за найкращий грим (з 1983) - Премія БАФТА за найкращий оригінальний сценарій (з 1984) - Премія БАФТА за найкращий адаптований сценарій (з 1984) - Премія БАФТА за найкращий дебют у провідній ролі (з 2006) |

## Застарілі нагороди
- Премія БАФТА за найкращий дебют у головній ролі (1952–1984)
- Премія БАФТА за найкращий британський сценарій (1955–1968)
- Премія БАФТА за найкращий сценарій (1969–1983)
- Премія БАФТА найкращому британському актору (1952–1967)
- Премія БАФТА найкращому іноземному актору (1952–1967)
- Премія БАФТА найкращій британській акторці (1952–1967)
- Премія БАФТА найкращій іноземній акторці (1952–1967)

## Спеціальні нагороди
- Премія товариства БАФТА (з 1971)
- Премія БАФТА за визначний британський внесок у кіно (у період 1979–2006 — Нагорода Майкла Белкона)[4]